# Die Abenteurer G.m.b.H.
Pour plus de détails, voir Fiche technique et Distribution.
Die Abenteurer G.m.b.H. est un film d'espionnage allemand muet de Fred Sauer, sorti en 1929. Il est adapté du roman Mr Brown d'Agatha Christie et met en scène Pierre Lafitte et Lucienne Fereoni inspirés de Tommy et Tuppence Beresford. C'est la première adaptation cinématographique non britannique d'une œuvre d'Agatha Christie. Adaptation de Mr Brown.

## Synopsis
Un jeune couple en quête d’aventure est impliqué dans le mystère d’une femme disparue et d’un réseau d’espionnage.

## Fiche technique
- Titre original : Die Abenteurer G.m.b.H.
- Réalisation : Fred Sauer
- Scénario : Jane Bess, d'après le roman Mr Brown d'Agatha Christie
- Direction artistique : Leopold Blonder et Franz Schroedter
- Photographie : A.O. Weitzenberg
- Sociétés de production : Orplid-Film GmbH
- Société de distribution : Messtro-Film Verleih GmbH (Allemagne)
- Pays de production : Allemagne
- Langue originale : allemand
- Format : Noir et blanc — 35 mm — 1,33:1 — film muet
- Genre : Aventure, espionnage
- Durée : 76 minutes
- Date de sortie :
  - Allemagne : 15 février 1929

## Distribution
- Carlo Aldini : Pierre Lafitte
- Hilda Bayley : Rita van den Meer
- Eve Gray : Lucienne Fereoni
- Eberhard Leithoff : George Finné
- Elfriede Borodin : Jeanette Finné, sa sœur
- Shayle Gardner : Julius Vardier, Staatssekretär des Innern
- Hans Mierendorff : Marglin, Chef des Geheimdienstes
- Jack Mylong-Münz : Boris
- Valy Arnheim : Wittington
- Mikhail Rasumny